# 大村市の地名
大村市の地名では、長崎県大村市の地名の一覧を記す。町名の後の（）内は町名設置前の字名。

## 町名設置前の郷
1942年に東彼杵郡1町5村が合併し大村市が発足した時点では、旧大村町の地区以外の全域に郷が設置されていた。旧大村町の区域は1925年の大村編入後も郷が設置されず、番地のみ、ないし4つの通称町名で表記されていた。以下に郷の一覧を列挙する。
なお、大村市域のすべての旧自治体は1889年（明治22年）の町村制施行の際に合併を行わず、独立村制または分村にて成立したものであるため、大字は存在しない。
旧大村町
1925年以前からの通称町名（字）は以下の通り。
- 水主町（かこまち）
- 片町
- 西本町
- 東本町

1925年及び1939年の新設合併で大村町の一部となった旧村から引き継いだ郷は以下の通り。
旧大村
- 玖島郷
- 久原郷
- 木場郷（こば）
- 武部郷
- 徳泉川内郷

旧西大村
- 池田郷
- 乾馬場郷
- 杭出津郷
- 諏訪郷
- 並松郷
- 松山郷
- 箕島郷（みしま）
- 森園郷

旧竹松村
- 今津郷
- 小路口郷（おろぐち）
- 黒丸郷
- 竹松郷
- 原口郷

旧三浦村
- 今村郷
- 祝崎郷（いわいざき）
- 蔦川内郷（つたがわち）
- 日泊郷（ひどまる）
- 溝陸郷（みぞろく）

旧鈴田村
- 岩松郷
- 大里郷
- 陰平郷
- 中里郷
- 平小川郷（ひらおがわ）

旧萱瀬村
- 荒瀬郷
- 黒木郷
- 田下郷
- 中岳郷
- 原郷
- 宮代郷（みやだい）

旧福重村
- 今富郷
- 沖田郷（おきだ）
- 皆同郷（かいどう）
- 草場郷
- 重井田郷
- 寿古郷（すこ）
- 野田郷
- 弥勒寺郷
- 矢上郷
- 立福寺郷（りふくじ）

旧松原村
- 一ノ郷
- 二ノ郷
- 三ノ郷
- 四ノ郷
- 五ノ郷

## 戦後の町名・郷の新設
市発足後、戦後から1950年代にかけて区画整理が行われた地区への町名設置、および郷の新設が行われている。
1949年
- 中諏訪町（諏訪郷）
- 東諏訪町（諏訪郷）

1950年
- 富の原郷（今津郷・原口郷・黒丸郷・竹松郷）
- 西三城町（乾馬場郷）

1956年
- 東三城町（武部郷）

1963年
- 武留路郷（むるろ、東彼杵町（旧千綿村）より編入）

なお、西三城町・東三城町は境界変更した上で現存するが、中諏訪町・東諏訪町およびすべての郷は現存しない。

## 1970年代以降の町名設置
1974年から1987年にかけて市内全域で本格的な町名設置が行われ、1993年までに郷が全廃されている。以下、地区別に表記する。

### 大村地区
1980年
- 赤佐古町（武部郷・徳泉川内郷）
- 荒平町（諏訪郷・武部郷）
- 木場1〜2丁目（木場郷・久原郷）
- 須田ノ木町（玖島郷）
- 徳泉川内町（徳泉川内郷）
- 東大村1〜2丁目（木場郷・武部郷・徳泉川内郷・平小川郷）
- 水計町（武部郷・諏訪郷）
- 向木場町（木場郷）

1981年
- 水主町1〜2丁目（水主町・杭出津郷、かこまち）
- 三城町（武部郷・乾馬場郷・諏訪郷）
- 西三城町（西三城町・東三城町・乾馬場郷・杭出津郷・武部郷）
- 東三城町（西三城町・東三城町・東本町・杭出津郷・武部郷）
- 西本町（西本町・杭出津郷）
- 東本町（東本町・東三城町・武部郷）
- 本町（東本町・西本町）

1982年
- 幸町（玖島郷）
- 武部町（武部郷・徳泉川内郷・東本町）

1984年
- 久原1〜2丁目（久原郷・陰平郷）

1987年
- 片町（片町・玖島郷）
- 玖島1〜3丁目（玖島郷・久原郷）

### 西大村地区
1976年
- 池田1〜2丁目（池田郷）
- 池田新町（池田郷・諏訪郷）
- 協和町（松山郷・森園郷・杭出津郷）
- 古賀島町（並松郷・今津郷・原口郷・森園郷・杭出津郷）
- 坂口町（池田郷・小路口郷）
- 松並1〜2丁目（並松郷・杭出津郷・乾馬場郷）
- 松山町（松山郷・森園郷）
- 箕島町（箕島郷）
- 森園町（森園郷・杭出津郷）

1978年
- 乾馬場町（乾馬場郷・諏訪郷）
- 植松1〜3丁目（並松郷・池田郷・諏訪郷・小路口郷）
- 上諏訪町（諏訪郷）
- 杭出津1〜3丁目（杭出津郷・松山郷・乾馬場郷）
- 桜馬場1〜2丁目（並松郷）
- 諏訪1〜3丁目（諏訪郷・池田郷・中諏訪町。1980年、中諏訪町・東諏訪町を編入）
- 西乾馬場町（乾馬場郷・諏訪郷・並松郷）
- 西大村本町（並松郷・諏訪郷・乾馬場郷）
- 古町1〜2丁目（乾馬場郷・諏訪郷）
- 雄ヶ原町（諏訪郷・池田郷・原郷、ますらがはら）
- 水田町（乾馬場郷・杭出津郷）

なお、諏訪郷・池田郷の一部は1993年まで残され、市道(現・長崎県道257号大村外環状線)の完成後に諏訪2丁目・池田1丁目に編入されている。

### 竹松地区
1974年
- 今津町（今津郷・森園郷）
- 大川田町（竹松郷・原口郷）
- 鬼橋町（原口郷・小路口郷・竹松郷）
- 小路口町（小路口郷）
- 小路口本町（小路口郷）
- 黒丸町（黒丸郷・富の原郷）
- 竹松町（竹松郷）
- 竹松本町（原口郷・小路口郷・富の原郷・並松郷）
- 富の原1〜2丁目（富の原郷・今津郷・黒丸郷）
- 原口町（原口郷・小路口郷・並松郷）
- 宮小路1〜3丁目（竹松郷・黒丸郷）

### 三浦地区
1985年
- 今村町（今村郷・大里郷）
- 西部町（祝崎郷・蔦川内郷・陰平郷・大里郷）
- 日泊町（日泊郷・蔦川内郷・大里郷）
- 溝陸町（溝陸郷）

### 鈴田地区
1985年
- 岩松町（岩松郷・平小川郷・木場郷）
- 大里町（大里郷・平小川郷）
- 小川内町（平小川郷・平小川郷）
- 陰平町（陰平郷・祝崎郷）
- 中里町（中里郷）
- 平町（平小川郷）

### 萱瀬地区
1986年
- 荒瀬町（荒瀬郷・原口郷）
- 黒木町（黒木郷）
- 田下町（田下郷）
- 中岳町（中岳郷）
- 原町（原郷）
- 宮代町（宮代郷・田下郷）

### 福重地区
1986年
- 今富町（今富郷・皆同郷・原口郷・竹松郷）
- 沖田町（沖田郷・竹松郷）
- 皆同町（皆同郷・寿古郷）
- 草場町（草場郷・皆同郷）
- 重井田町（重井田郷）
- 寿古町（寿古郷、すこ）
- 野田町（野田郷）
- 福重町（矢上郷・弥勒寺郷）
- 弥勒寺町（弥勒寺郷）
- 立福寺町（立福寺郷・弥勒寺郷）

### 松原地区
1986年
- 野岳町（四ノ郷・草場郷・立福寺郷）
- 東野岳町（五ノ郷・四ノ郷・重井田郷）
- 松原本町（一ノ郷・寿古郷・草場郷）
- 松原1〜3丁目（一ノ郷・二ノ郷・三ノ郷・四ノ郷）
- 武留路町（武留路郷）

## 脚註
1. ↑  おおむら市政だより平成5年7月号